# Park miejski w Siedlcach (Aleksandria)
Park miejski w Siedlcach, dawniej zwany Aleksandrowem, obecnie Aleksandria – założony w I poł. XVIII w. w formie parku "włoskiego". Gdy właścicielami miasta stali się Czartoryscy, Aleksandra Ogińska zmieniła wygląd parku na sentymentalny najpewniej według projektu Szymona Bogumiła Zuga. Przed wizytą króla Stanisława Poniatowskiego w lipcu 1783 r., w parku powstały upiększające obiekty. Wyspy były otoczone kanałami, którymi pływano łodziami. Jedne z ważniejszych budowli (których było ponad trzydzieści) to:
- domki mieszkalne księżnej;
- altany;
- łazienki;
- domek rybacki;
- meczet turecki;
- oranżeria;
- stajenka;
- wiatrak;
- sztuczne groty;
- teatr letni.

Powiększony przez Aleksandrę Ogińską o część północno-zachodnią i wschodnią. W części wschodniej utworzyła ogród malowniczy zwany Aleksandrią. W XIX w. wprowadzono zmianę układu alei.
Park wydzierżawiono osobom prywatnym od ok. 1840 r. Następnie park przeszedł na własność miasta. W latach 1869–1909 południową i zachodnią część parku ograniczono żelaznym płotem, a od północnej – murowanym parkanem. Miejski Komitet Krzewienia Trzeźwości Publicznej organizował imprezy w parku, jak też opiekował się jadłodajnią i herbaciarnią.
Podczas II wojny światowej Niemcy rozebrali większość budowli w parku, m.in. teatr letni, restaurację i estradę. Obecnie park w niewielkim stopniu przypomina swoją świetność z przeszłości. Jest znacznie mniejszy, bez dawnego układu alejek i kanałów. O długiej historii parku przypominają ponad dwustuletnie drzewa, z których niektóre są uznane za pomniki przyrody.
Przez długi czas na południowym brzegu stawu zlokalizowane było mini-ZOO, prowadzone przez Akademię Podlaską, obecnie UPH. Parterowy budynek z białej cegły, o powierzchni ok. 30 m² został zburzony ok. 2009 roku.
Przed rokiem 2003 staw w parku został poddany gruntownej renowacji. Odmulono dno, zamontowano fontannę.
W okresie zimowym jest tradycyjnym miejscem, gdzie spotykają się okoliczni łyżwiarze. 
Na początku 2022 park został zamknięty na czas remontu, a 24 czerwca 2023 nastąpiło ponowne otwarcie

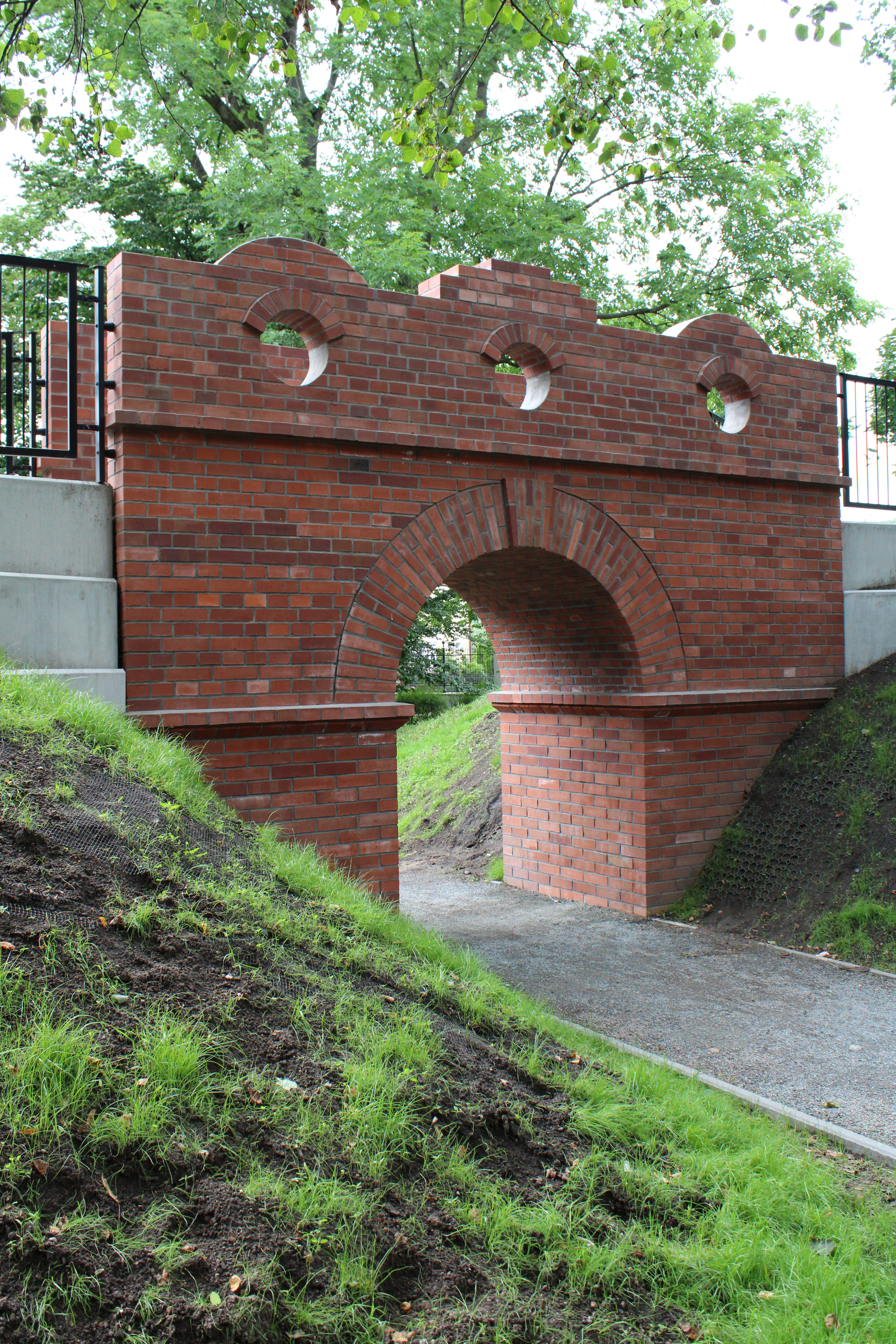
Zabytkowy mostek po remoncie parku